# Helen Wily
Pour les articles homonymes, voir Wily.
Helen Mary Wily (née Harrison, 27 avril 1921 - 12 septembre 2009) est une statisticienne et mathématicienne néo-zélandaise. Avec Sharleen Forbes, elle a dirigé la première session sur les questions de genre dans l'enseignement des statistiques, lors de la troisième Conférence internationale sur l'enseignement des statistiques tenue en 1990 à l'université d'Otago. Elle était une ardente défenseure des questions d'égalité salariale dans la fonction publique. Elle était très impliquée dans la branche de Christchurch de la Fédération néo-zélandaise des femmes diplômées.

## Carrière académique
Wily a enseigné les mathématiques à la école de Rangi Ruru Girls' School (en) puis pendant dix ans, elle a formé des étudiants à l'enseignement des mathématiques au Christchurch College of Education (en), puis a ensuite rejoint le Christchurch Polytechnic Institute of Technology (en).

## Publications
Wily a publié plusieurs ouvrages sur les femmes en mathématiques.

## Distinctions
Lors des honneurs du Nouvel An de 1988 (en), Wily a reçu la Médaille du service de la Reine (en) pour les services publics.